# Artrite idiopatica giovanile
Le artriti idiopatiche giovanili o artriti croniche dell'infanzia (ACI) costituiscono un gruppo eterogeneo di malattie articolari infiammatorie a eziologia sconosciuta che per convenzione insorgono prima dei 16 anni di età e hanno una durata superiore alle 6 settimane.
Non rappresentano una forma precoce dell'artrite reumatoide e non evolvono in essa, con l'eccezione delle rare forme poliarticolari fattore reumatoide positive. L'eziologia è sconosciuta.

## Classificazione
Secondo l'ultima revisione dell'International League of Association for Rheumatology vengono distinte sei forme:
- Artrite sistemica
- Poliartrite sieropositiva per il fattore reumatoide
- Poliartrite sieronegativa per il fattore reumatoide
- Oligoartrite
- Artrite correlata all'entesite
- Artrite psoriasica

In questo gruppo vengono classificate l'artrite reumatoide dell'infanzia (ARI) e le spondiloartriti dell'infanzia (SI).
L'ARI, in base all'esordio e al tipo di decorso nei primi 6 mesi, viene distinta in una forma sistemica (malattia di Still), una pauciarticolare (<4 articolazioni) e una poliarticolare (> 5 articolazioni).
Le SI comprendono la spondilite anchilosante, l'artropatia psoriasica e le artropatie enteropatiche.

## Sintomatologia
Le articolazioni coinvolte diventano dolenti, calde e gonfie ed il malato è colpito da debolezza estrema.

## Eziopatogenesi
L'eziopatogenesi ricalca le corrispondenti dell'adulto.
La forma sistemica sarebbe associata agli antigeni HLA di classe II DR4 e DR5. Le SI sarebbero invece associate agli antigeni HLA di classe I: con impegno assiale (B27), artropatia psoriasica periferica (B13, B17, B38).

## Epidemiologia
Le ACI sono diffuse in tutto il mondo e non sembra vi siano predilezioni di clima o di razza. L'incidenza è di circa 10-25 nuovi casi su 100000 bambini per anno, mentre la prevalenza è stata calcolata pari a 60-100 pazienti per 100 000 abitanti con età inferiore a 16 anni. Nei paesi sviluppati rappresenta la più comune malattia reumatologica pediatrica con una prevalenza attorno a 0,5-1 per mille.